# VinFast Vento S
VinFast Vento S là mẫu xe máy điện tay ga nâng cao của mẫu VinFast Vento do VinFast thuộc VinGroup phát triển sản xuất và giới thiệu ra thị trường Việt Nam ngày 26 tháng 4 năm 2022.

## Tên gọi
- VinFast viết tắt của các từ:[2]
  - Việt Nam
  - Phong cách (chữ F đại diện âm Ph)
  - An toàn
  - Sáng tạo
  - Tiên phong
- Vento: trong tiếng Ý nghĩa là cơn gió phóng khoáng.